# Little Bob
Roberto Piazza (Le Havre, Francia, 10 de mayo de 1945) más conocido por su nombre artístico Little Bob es un músico de rock, originario de Francia, y es el líder de los grupos Little Bob Story y de su grupo más reciente Little Bob Blues Bastards. 
El músico es a menudo comparado con el grupo australiano de rock AC/DC. y ha firmado contratos firmados con L & B Records, Chiswick y otros sellos discográficos.
En 1987 Lemmy Kilmister de Motörhead colabora para el álbum del grupo Little Bob Story: Ringolevio.
En 2011, Roberto Piazza se interpretó a sí mismo en la película Le Havre, dirigida por Aki Kaurismäki.

## Discografía

### Álbumes de estudio
Con Little Bob Story
- 1976: High Time
- 1977: Living In The Fast Lane
- 1977: Little Bob story
- 1978: Come and see me
- 1984: Too Young To Love Me
- 1986: Cover girl
- 1987: Ringolevio

Como Solista
- 1991: Alive or nothing
- 1993: Lost Territories
- 1997: Blue stories
- 2002: Libero
- 2005: Lost in my town
- 2005: The Gift
- 2006: Ringolevio
- 2006: Rendez-vous in Angel city
- 2009: Time to blast

Con Little Bob Blues Bastards
- 2013: Break down the walls

### Recopilaciones
- 2011: Wild & deep - Best of 1989 2009

#### Recopilaciones en vivo
- 2003: Rock on riff on roll on move on, Live 2003
- 2005: Live in the Dockland
- 2005: Live in London 1979

#### Como invitados
- 1999: Tribute to Lee Brilleaux
- 2000: Blues against racism
- 2002: Roots and new 2002
- 2002: A South Louisiana soul sensation